# Johann Reusch
Johann Reusch (né vers 1523 à Rodach près de Cobourg ; mort le 27 février 1582 à Wurzen près de Leipzig) est un compositeur saxon.
Il est admis à l'Université de Wittemberg en 1542 et nommé cantor la même année. Cinq ans plus tard, il déménage à Meissen où il dirige un chœur puis en 1581, il devient directeur du monastère de Wurzen.

## Sources
- (de) Robert Eitner, « Reusch, Johann », dans Allgemeine Deutsche Biographie (ADB), vol. 28, Leipzig, Duncker & Humblot, 1889, p. 295
- (de) Helmut Vogt, « REUSCH, Johann », dans Biographisch-Bibliographisches Kirchenlexikon (BBKL), vol. 29, Nordhausen, 2008 (ISBN 978-3-88309-452-6, lire en ligne), colonnes 1169-1172

## Source de la traduction
- (it) Cet article est partiellement ou en totalité issu de l’article de Wikipédia en italien intitulé « Johann Reusch » (voir la liste des auteurs).